# Principiul evitării condensului
Principiul evitării condensului este o lege aplicabilă anvelopelor termice ale construcțiilor care afirmă că atunci când există diferențe de temperatură, iar un perete de incintă se interpune între temperatura ridicată din interior și temperatura scăzută din exterior (ori vice-versa), pentru a evita condensul, fluxul cald trebuie să convertească (neutralizeze) fluxul rece (deficitul de căldură) într-un material sau ansamblu termoizolant fără difuziune de vapori sau orice flux de aer care transportă vapori calzi către zone reci. A fost enunțat în anul 2012 de către inginerul român Marius Rădoane ca o explicație teoretică a funcționării izolațiilor termice nepermisive.

## Necesitatea evitării condensului în anvelope termice
Condensul și umezirea în incinta clădirilor este o controversă îndelung dezbătută, fără a exista o lege sau teorie care să specifice cum poate fi evitat pe deplin condensul, indiferent de sarcinile termice și umiditate ca factori ai climatului și variațiilor de sezon. Existența condensului în peretele de incintă duce la formarea mucegaiurilor și fungilor, degradarea pereților, apariția mirosului neplăcut și scăderea eficienței termice a termo-izolațiilor.
Bazat pe proprietățile fizice ale materialelor (permeabilitatea, conducția, capilaritatea) și configurația incintei, tehnica actuală prevede strategii pentru evitarea condensului cum ar fi: prevenirea scăderii sub punctul de rouă a unor elemente de construcție; reducerea intrării vaporilor și creșterea posibilității vaporilor de a părăsi elementul de construcție; plasarea izolației în partea rece a materialelor care reduc trecerea vaporilor; instalarea materialelor care opresc vaporii în partea caldă a ansamblului; evitarea instalării barierelor de vapori în ambele părți ale ansamblelor ș.a.m.d.

## Formarea condensului în peretele-anvelopă
Incinta unei construcții, în general, este definită ca un sistem fizic care implică trei componente interactive: mediul exterior, sistemul de închidere cu așa-numita „anvelopă termica” și ambientul interior. Referitor la anvelopa termică, care separă fizic două medii diferite, se poate stabili faptul că două caracteristici fizice sunt omniprezente în materialele implicate și se găsesc cu certitudine în analiza higrotermică: conductivitatea termică și permeabilitatea. Conductivitatea termică este asociată temperaturilor prin folosirea termenilor flux cald sau flux rece (W) (fluxul rece este, în fapt, deficitul de energie termică față de o temperatură de referință) fiind o caracteristică fizică a oricărui material și variază de la mare la scăzută (izolație termică). Industria de construcții face uz de unități de măsură cum sunt: transmitanța termică U-value (W/m²K) si rezistența termică R-value (m²K/W), R/U-value fiind dependente de grosimea materialului. Permeabilitatea (tendința materialului de a permite trecerea vaporilor) și caracteristica ei asociată: permeanța (tendința de difuzie a vaporilor printr-un material de o grosime specificată) variază de la foarte permeabil la impermeabil (bariera de vapori).
Practica  relevă faptul că, datorită conductivității termice și permeabilității, într-o anvelopă termică expusă diferențelor de temperatură, la orice rată a difuziei vaporilor se va produce condens, undeva în câmpul termoizolației sau ansamblului permeabil la vapori, respectiv în zona de conversie a fluxurilor de căldură. 
Dintre cele două fenomene fizice emergente, doar permeabilitatea la vapori poate fi stopată sau redusă, de la foarte permeabil la impermeabil, prin eliminarea difuziei vaporilor și fluxului de vapori.

## Evitarea condensului

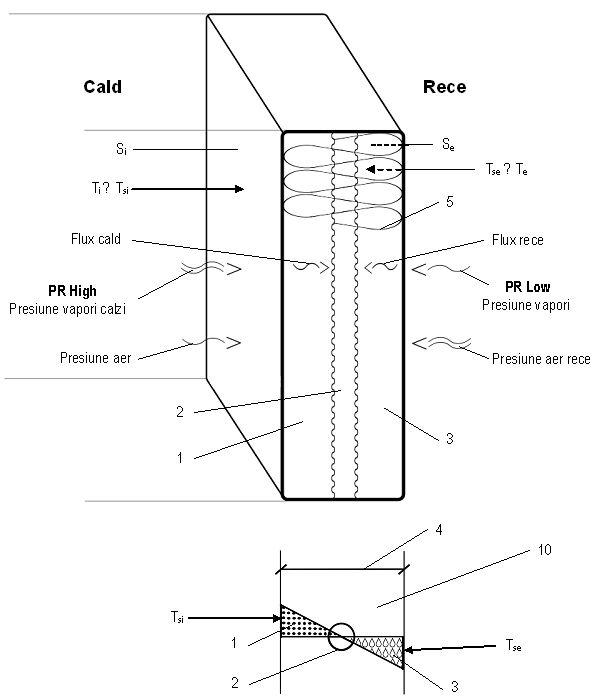
Izolație termică impermeabilă la vapori sau Ansamblu termo-izolant ne-permisiv, expus unor diferențe de temperatură și presiune ale vaporilor.

Considerând o incintă care separă un mediu interior de un mediu exterior printr-o termo-izolație impermeabilă la vapori (IIV) sau un ansamblu termo-izolant ne-permisiv (AI-NP) - 5, figura arată în secțiune transferul de căldură de la Ti cald la Te rece. Grosimea termoizolației 4 determină un coeficient R-value care conferă posibilitatea fluxului cald să ”împingă” punctul de rouă față de suprafața interioară Si de contact cu vaporii calzi, în interiorul materialului termoizolant. Primul volum 1 al IIV/AI-NP, inclusiv suprafața interioară Si devine zonă fără punct de rouă în raport cu condițiile de condens ale vaporilor calzi Ti, UR (Temperatura aerului și a vaporilor din interior, Umiditatea Relativă). Fluxul cald convertește fluxul rece în zona tridimensională 2 care poate fi asimilată ca fiind zona-limită a punctului de rouă unde vaporii calzi pot condensa, dacă ajung în această zonă. În IIV/AI-NP vaporii nu trec de suprafața interioară (caldă) Si fiind considerat material/ansamblu termoizolant impermeabil la vapori, așadar condensul nu se poate produce datorita neîndeplinirii condițiilor de condens. 
Dacă materialul/ansamblul termoizolant considerat este permeabil (difuzie de vapori și/sau vapori transportați de aer), zona limita a punctului de roua 2 devine zonă de condens pentru vaporii calzi care ajung în acea zonă. Volumul afectat de fluxul rece 3 este considerat zona punctului de rouă unde vaporii calzi, cu siguranță, vor condensa, dacă sunt transportați în condiții de permeabilitate. 
În condițiile unei rezistențe termice (R-value) mari a unei IIV/AI-NP 5, temperatura Tsi a suprafeței interioare (calde) Si devine aproximativ egală cu temperatura interioară (caldă) Ti a aerului/vaporilor, așa încât suprafața Si în contact cu vaporii calzi cu siguranță nu poate fi suprafață de condens. Suprafața interioară (caldă) a unei IIV/AI-NP poate fi conceptual extinsă și asimilată cu o structură de perete, substrat sau chiar perete tip cavitate. Cât timp Si considerată ca volum se situează în marja de zonă fără punct de rouă 1 ”protejată la frig” de termoizolația IIV/AI-NP 5, condensul nu intervine, chiar dacă acest volum este permeabil. Un volum de perete permeabil atașat unei IIV/AI-NP cu un R-value mare poate fi considerat ca orice alt obiect din mediul cald, considerat în contextul condensului (cu condiția să fie menținută temperatura de zonă fără punct de rouă).  
Ilustrarea diagramatică 10 arată schematic variația temperaturilor având în vedere punctul de rouă în relație cu vaporii (calzi) din interior. Dacă diferența între temperatura interioara (ridicată) Ti și temperatura exterioară (scăzută) Te este în marje normale (Ex. Ti = 20°C și Te = -10°C) temperaturile din zona fără punct de rouă 1 vor scădea înspre un volum axial al IIV/AI-NP 5 unde apare zona limită a punctului de rouă 2 (zona de condens) în relația cu vaporii calzi. Dacă diferența de temperaturi este extremă (Ex. Ti = 20°C si Te = -30°C) zona fără punct de rouă 1 normal se micșorează, zona limită a punctului de rouă 2 apropiindu-se de suprafața interioară Si. Estimarea diferențelor de temperaturi extreme este singura condiție de dimensionare a rezistivității termice R-value și grosimii 4 a IIV/AI-NP, asa încât zona limită a punctului de rouă 2, în condiții de temperaturi extreme, să nu interfereze cu suprafața interioară Si, evitându-se astfel ca suprafața interioară Si să devină suprafață de condens. 
Aceasta este singura regulă care trebuie considerată, dacă o termoizolație sau sistem de perete este realizat după descrierea IIV/AI-NP 5, pentru atingerea obiectivului de a evita formarea condensului.
După o înțelegere aprofundată a fenomenologiei și configurației termo-izolațiilor impermeabile la vapori sau ansamblelor termo-izolante ne-permisive, principiul evitării condensului poate fi enunțat mai simplu: Condensul este evitat atunci când fluxul cald convertește fluxul rece într-o izolație termică impermeabilă la vapori (IIV) sau într-un ansamblu termo-izolator ne-permisiv (AI-NP).

## Legături externe
https://isoterm.ro/noutati/mitul-peretilor-care-respira-sau-cum-sa-scapati-de-condens-si-mucegai/
ro http://www.eios.ro/files/PRINCIPIUL_EVITARII_CONDENSULUI.pdf Arhivat în 29 octombrie 2013, la Wayback Machine.